# V Festival

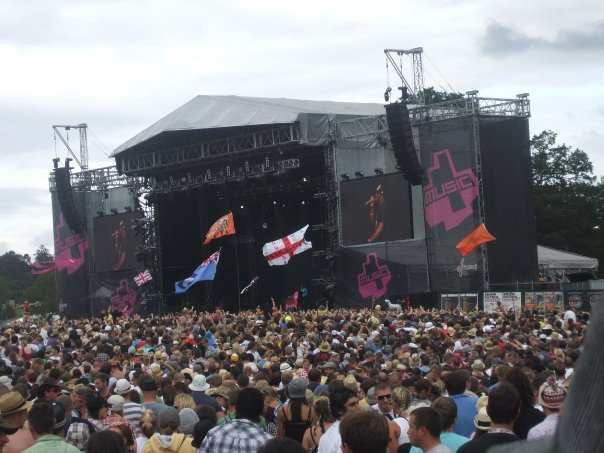
4music stage

Il V Festival è stato un festival musicale che si teneva in Inghilterra ogni penultimo fine settimana di agosto. L'evento si svolgeva nell'arco di due giorni in due luoghi diversi, con gli artisti che si scambiavano il posto sui palchi. Si teneva ad Hylands Park, a Chelmsford, e a Weston Park, nel South Staffordshire.
La "V" rappresenta il Virgin Group. Lo sponsor è Virgin Mobile, la copertura televisiva è di Channel 4 e 4 Music.

## Storia
L'idea del V Festival nacque nel 1996, quando il frontman dei Pulp Jarvis Cocker disse che gli sarebbe piaciuto suonare in due luoghi all'aperto in due giorni consecutivi. I produttori dei Pulp progettarono così di far suonare la band al Victoria Park di Warrington e ad Hylands Park, Chelmsford, in modo da dare l'opportunità di seguire dal vivo la band sia ai fan del nord sia ai fan del sud. Poi si pensò di allargare la partecipazione all'evento ad altre band, con un secondo palco e il permesso concesso ai fan di accamparsi per il weekend. Il Victoria Park si rivelò troppo piccolo per ospitare 3 palchi e i fan, così nell'agosto 1996 al Victoria Park si svolse il primo giorno della manifestazione e ad Hylands Park, che ospitò i fan accampati, ebbero luogo le restanti due giornate. Nel 1997 il luogo settentrionale che ospitò l'evento fu Temple Newsam, Leeds. Dal 1999 è Weston Park, nello Staffordshire.